# Associazione Calcio Milan 2013-2014
Questa voce raccoglie le informazioni riguardanti l'Associazione Calcio Milan nelle competizioni ufficiali della stagione 2013-2014.

## Stagione

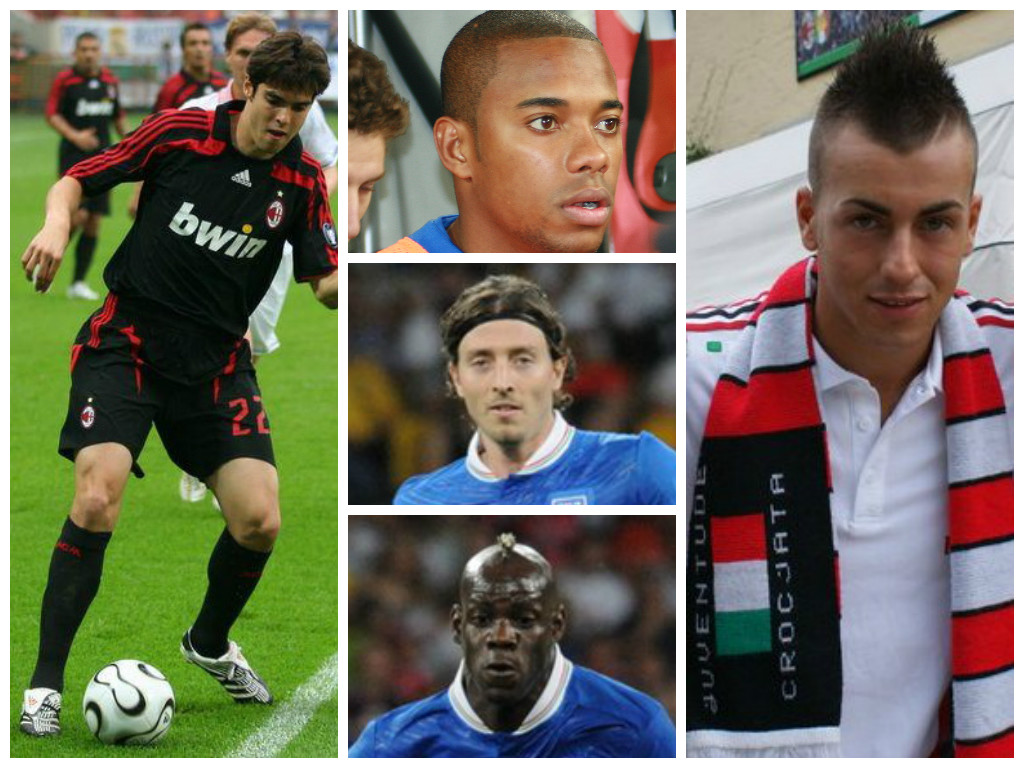
A sinistra: Kaká; al centro, dall'alto verso il basso: Robinho, Montolivo e Balotelli; a destra: El Shaarawy.

Oltre che ad Ambrosini, la società non rinnova il contratto neanche a Yepes e Flamini, cede in prestito Traoré, non riscatta Bojan e scambia Antonini con il genoano Valter Birsa. In entrata inoltre si registrano gli ingaggi di Andrea Poli (in compartecipazione) e dello svincolato Ferdinando Coppola, e l'acquisto di Alessandro Matri e di Kaká: il centrocampista brasiliano ritorna al Milan dopo quattro anni.
Il Milan, che conferma l'allenatore Massimiliano Allegri, si raduna a Milanello l'8 luglio 2013 con la presenza del presidente onorario Silvio Berlusconi e dell'amministratore delegato Adriano Galliani. I rossoneri salutano dopo 18 stagioni il capitano Massimo Ambrosini, che passa la fascia a Riccardo Montolivo.
La squadra milanese, dopo il 3º posto del campionato precedente, è impegnata nei play-off di Champions League contro gli olandesi del PSV Eindhoven. La partita d'andata va in scena il 20 agosto 2013 al Philips Stadion e termina con il punteggio di 1-1; a segno El Shaarawy nel primo tempo e Matavž nella ripresa. Nel frattempo il Milan inizia il campionato con una sconfitta, quella arrivata sul campo dell'Hellas Verona per 2-1: ad Andrea Poli risponde Luca Toni, autore di due gol su colpo di testa. Quella con i veneti è anche la 4 000ª partita ufficiale disputata dai rossoneri. Il 28 agosto la società meneghina si qualifica alla fase a gironi della Champions League, battendo 3-0 a San Siro il PSV grazie a una doppietta di Kevin-Prince Boateng, che viene ceduto negli ultimi giorni della sessione di mercato, e alla rete di Mario Balotelli. Il giorno dopo il sorteggio del Grimaldi Forum riserva al Milan gli spagnoli del Barcellona, già affrontati dai ragazzi di mister Allegri nelle edizioni 2011-2012 e 2012-2013, gli olandesi dell'Ajax, 4 volte vincitori della competizione e avversari nella fase a gruppi del 2010, e gli scozzesi del Celtic, trionfanti nella massima competizione europea per club nel 1967.

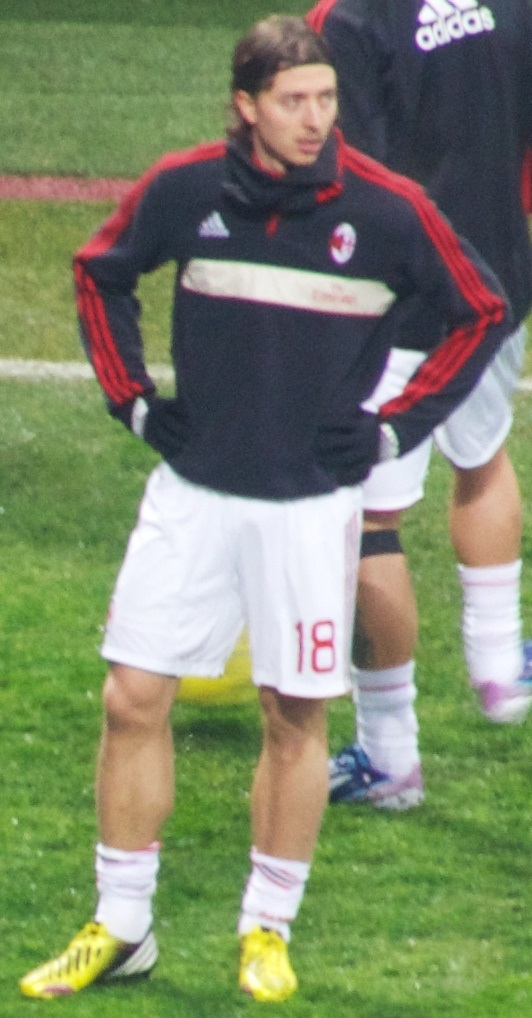
Riccardo Montolivo, capitano del Milan dal 2013 al 2017

Il 1º settembre 2013 arriva la prima vittoria in campionato, quella conquistata a San Siro contro il Cagliari per 3-1; timbrano il cartellino Robinho, Mexès e Sau per i sardi nel primo tempo e Balotelli nella ripresa. È la terza volta nella gestione Allegri che il Milan ottiene questo tipo di risultati nelle prime due partite di questo torneo ed è la prima volta dalla fine degli anni trenta del ventesimo secolo (1938 e 1939) che perde la prima partita di campionato per due volte di seguito. Il Milan, falcidiato da numerosissimi infortuni nella prima parte della stagione, riesce a vincere la prima partita della fase a gironi della Champions League contro il Celtic, che batte per 2-0 grazie a un autogol del difensore degli scozzesi Izaguirre (su tiro di Zapata) e alla rete di Sulley Muntari.
I rossoneri, con 9 punti (frutto di 2 vittorie, 3 pareggi e 1 sconfitta), accedono agli ottavi di finale di Champions League come secondi classificati. in particolare i rossoneri passano il turno grazie alla doppia vittoria con Celtic, un pareggio e una sconfitta con il Barcellona (settimo e ottavo incontro con i catalani in due anni) e due pareggi con l'Ajax. Decisiva per la qualificazione l'ultima partita disputata in casa contro l'Ajax e pareggiata per 0-0 giocando per oltre un'ora in inferiorità numerica per l'espulsione del capitano Montolivo. Gli avversari sorteggiati a Nyon il 16 dicembre 2013 per gli ottavi sono gli spagnoli dell'Atlético Madrid, squadra mai affrontata in precedenza dal Milan nelle competizioni UEFA per club.
Il 19 dicembre 2013 il consiglio di amministrazione del Milan, riunitosi nella nuova sede legale del club, sita in via Aldo Rossi, 8 Milano, ha approvato all'unanimità il nuovo assetto organizzativo della società, che, come recita la nota ufficiale, prevede la suddivisione delle funzioni/direzioni aziendali in due aree, la prima attinente all'attività tecnico-sportiva, che continua a rispondere ad Adriano Galliani quale vice presidente vicario e amministratore delegato, la seconda, che comprende tutte le funzioni/direzioni aziendali non riconducibili alla prima, che risponde al nuovo vice presidente e amministratore delegato Barbara Berlusconi. Seguono il 31 dicembre le dimissioni del direttore sportivo Ariedo Braida, che lascia la società dopo 28 anni.

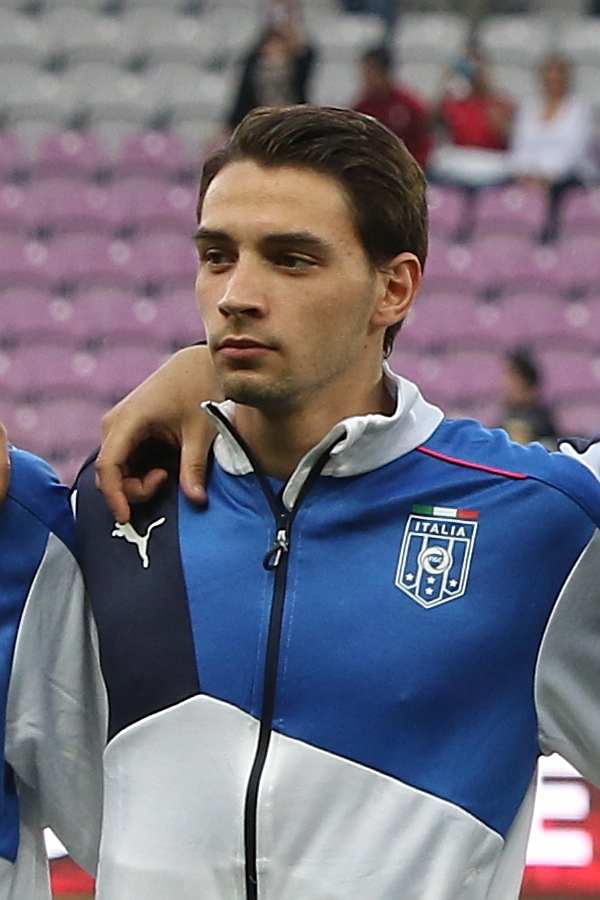
Mattia De Sciglio con la Nazionale italiana nel 2015

Il 6 gennaio contro l'Atalanta, Kaká sigla il suo centesimo gol in maglia rossonera, mentre Allegri festeggia la sua centesima vittoria in Serie A. La squadra milanese termina con 22 punti il proprio girone d'andata di Serie A, posizionandosi all'11º posto, a 20 punti dalla zona Champions e a 10 dalla zona Europa League e collezionando 5 vittorie, 7 pareggi e 7 sconfitte, con 31 gol fatti e 30 subiti. A causa di questi numeri, e in particolare della sconfitta per 4-3 del 12 gennaio 2014 contro il Sassuolo, la società decide di esonerare l'allenatore Massimiliano Allegri, affidando ad interim la guida tecnica della squadra al vice allenatore Mauro Tassotti. Il toscano è il quinto tecnico esonerato a stagione in corso sotto la presidenza Berlusconi. Con Tassotti in panchina, il 15 gennaio il Milan supera gli ottavi di finale di Coppa Italia, battendo per 3-1 lo Spezia a San Siro. Il giorno seguente la società rende noto il nome del nuovo allenatore, l'olandese Clarence Seedorf, già calciatore rossonero e fino a quel momento in forza come giocatore al Botafogo. Il Milan di Seedorf esordisce con una vittoria in campionato sul Verona.
Nella sessione invernale di mercato vengono ceduti in prestito Matri, Nocerino e Niang e ingaggiati Keisuke Honda (primo giapponese della storia del club), Michael Essien, Adil Rami e Adel Taarabt. Il girone di ritorno prosegue a risultati alterni e la squadra non riesce a sollevarsi dalle zone medio-basse della classifica.
Il Milan viene eliminato ai quarti di finale di Coppa Italia per mano dell'Udinese, che nel turno precedente aveva eliminato l'Inter, vincente a San Siro per 2-1 grazie alle reti di Luis Muriel e Nico López; anche in Champions League la squadra rossonera non supera il turno (per la quarta volta nelle ultime cinque partecipazioni), venendo sconfitta dall'Atlético Madrid sia all'andata a San Siro per 0-1 che al ritorno al Calderón per 4-1.
Nella gara successiva, persa 4-2 a San Siro contro il Parma, la squadra subisce la contestazione dei tifosi. In seguito il club, grazie a 5 vittorie consecutive tra fine marzo e aprile e alla vittoria nel derby dopo quasi tre anni dall'ultimo successo contro l'Inter (la partita per l'assegnazione della Supercoppa Italiana 2011 a Pechino), riesce a scalare qualche posizione (complessivamente ottiene sette vittorie nelle ultime nove partite) e chiude il campionato all'ottavo posto a 57 punti (conquistati grazie a 16 vittorie, 9 pareggi e 13 sconfitte) e con il medesimo punteggio del Torino, squadra con la quale gli scontri diretti si sono conclusi con due pareggi (2-2 a Torino e 1-1 a Milano), ma con una differenza reti complessiva peggiore per i rossoneri rispetto ai torinisti (+8 contro il +10 dei granata), mancando la qualificazione all'Europa League e rimanendo fuori dalle competizioni UEFA dopo quindici stagioni consecutive in Europa (record di partecipazioni consecutive alle coppe europee nella storia del club). Il Milan non veniva escluso dalle competizioni europee dalla stagione 1997-1998. Il 19 maggio viene inaugurata "Casa Milan", la nuova sede della società rossonera sita in zona Portello a Milano.

## Divise e sponsor
Lo sponsor tecnico per la stagione 2013-2014 è Adidas, mentre lo sponsor ufficiale è Fly Emirates. La prima divisa è composta da una maglia a strisce verticali della stessa dimensione, rosse e nere, con delle bande dorate all'altezza delle spalle, e da pantaloncini bianchi e calzettoni rossoneri. La seconda divisa è un completo bianco sempre con dei richiami all'oro, motivo dominante delle divise da gioco di questa stagione; la terza divisa è formata da una maglia proprio color oro, caratterizzata all'altezza del petto da un taschino con sopra un tricolore, e da pantaloncini neri e calzettoni rossoneri.
Eccezionalmente, in occasione della gara della 38ª e ultima giornata del campionato di Serie A in casa contro il Sassuolo, il Milan scende in campo con la divisa casalinga della stagione 2014-2015; lo stesso avviene per l'uniforme riservata ai portieri.
| Casa | Casa (38ª Serie A) | Trasferta | Terza divisa | 1ª div. portiere | 1ª div. portiere (38ª Serie A) | 2ª div. portiere | 3ª div. portiere |

## Organigramma societario

### Cariche sociali
Dal sito internet ufficiale della società.
- Presidente onorario: Silvio Berlusconi

Consiglio di amministrazione
- Presidente: carica vacante[2]
- Vice presidente vicario e amministratore delegato per l'attività tecnico-sportiva: Adriano Galliani[32]
- Vice presidente e amministratore delegato per le funzioni/direzioni aziendali non relative all'attività tecnico-sportiva: Barbara Berlusconi (dal 19 dicembre 2013)[32]
- Vice presidente: Paolo Berlusconi
- Consiglieri: Pasquale Cannatelli, Leandro Cantamessa, Alfonso Cefaliello, Giancarlo Foscale, Antonio Marchesi
- Consigliere incaricato al controllo: Leonardo Brivio (dal 2014)[52]
- Segretario del C.d.A.: Rolando Vitrò

Collegio sindacale
- Presidente: Francesco Vittadini
- Sindaci effettivi: Achille Frattini, Francesco Antonio Giampaolo
- Sindaci supplenti: Claudio Diamante, Giancarlo Povoleri

Organismo di vigilanza e controllo
- Presidenti: Giovanni Puerari, Katia Aondio, Giacomo Cardani

Società di revisione
- Reconta Ernst&Young;

### Organigramma
Dal sito internet ufficiale della società.
Area direzione sportiva
- Direttore sportivo: Ariedo Braida (fino al 31 dicembre 2013)[33]
- Direttore organizzazione sportiva: Umberto Gandini
- Responsabile tecnico settore giovanile: Filippo Galli
- Responsabile coordinamento operativo settore giovanile: Antonella Costa
- Responsabile comunicazione sportiva: Giuseppe Sapienza
- Team manager: Vittorio Mentana
- Responsabile Milan Lab – Area Sportiva: Daniele Tognaccini
- Segreteria tecnica: Virna Bonfanti, Gaia Canevari (dal 2014), Cristina Moschetta

Area direzione generale
- Direttore generale operations & progetti speciali: Elisabetta Ubertini
- Direttore development & operatività stadio: Alfonso Cefaliello
- Direttore commerciale: Laura Masi, dal 1º febbraio 2014[54] Jaap Kalma
- Direttore comunicazione istituzionale: Massimo Zennaro
- Direttore facility & servizi generali: Gabriele Milani (dal 2014)[52]
- Responsabile sicurezza: Filippo Ferri
- Responsabile operatività stadio: Daniela Gozzi
- Responsabile sponsorizzazione e vendite: Mauro Tavola

### Staff tecnico
Dal sito internet ufficiale della società.
- Allenatore: Massimiliano Allegri (fino al 13 gennaio 2014), ad interim Mauro Tassotti,[36] dal 16 gennaio 2014 Clarence Seedorf
- Vice allenatore: Mauro Tassotti[1]
- Responsabile allenatore dei portieri: Marco Landucci (fino al 13 gennaio 2014)[56]
- Allenatore dei portieri: Valerio Fiori
- Collaboratore tecnico: Andrea Maldera
- Responsabile sanitario: Rodolfo Tavana
- Medici sociali: Armando Gozzini, Stefano Mazzoni
- Responsabile preparatori atletici: Simone Folletti,[56] dal 13 gennaio 2014 Bruno Dominici
- Preparatori atletici: Fabio Allevi, Sergio Mascheroni, Andrea Primitivi
- Chiropratico: Carlo Stefano Arata
- Fisioterapisti: Marco Cattaneo, Stefano Grani, Roberto Morosi, Marco Paesanti
- Massaggiatore: Endo Tomonori

## Rosa
Dal sito internet ufficiale della società.
| N. |                     | Ruolo | Calciatore                    |
| -- | ------------------- | ----- | ----------------------------- |
| 1  | Italia (bandiera)   | P     | Marco Amelia                  |
| 2  | Italia (bandiera)   | D     | Mattia De Sciglio             |
| 4  | Ghana (bandiera)    | C     | Sulley Muntari                |
| 5  | Francia (bandiera)  | D     | Philippe Mexès                |
| 7  | Brasile (bandiera)  | A     | Robinho                       |
| 8  | Italia (bandiera)   | C     | Riccardo Saponara             |
| 9  | Italia (bandiera)   | A     | Alessandro Matri              |
| 10 | Ghana (bandiera)    | C     | Kevin-Prince Boateng          |
| 10 | Giappone (bandiera) | C     | Keisuke Honda                 |
| 11 | Italia (bandiera)   | A     | Giampaolo Pazzini             |
| 12 | Mali (bandiera)     | C     | Bakaye Traoré                 |
| 13 | Francia (bandiera)  | D     | Adil Rami                     |
| 14 | Slovenia (bandiera) | C     | Valter Birsa                  |
| 15 | Ghana (bandiera)    | C     | Michael Essien                |
| 16 | Italia (bandiera)   | C     | Andrea Poli                   |
| 17 | Colombia (bandiera) | D     | Cristián Zapata               |
| 18 | Italia (bandiera)   | C     | Riccardo Montolivo (capitano) |
| 20 | Italia (bandiera)   | D     | Ignazio Abate                 |
| 21 | Guinea (bandiera)   | D     | Kévin Constant                |

| N. |                        | Ruolo | Calciatore           |
| -- | ---------------------- | ----- | -------------------- |
| 22 | Brasile (bandiera)     | A     | Kaká (vice capitano) |
| 23 | Italia (bandiera)      | C     | Antonio Nocerino     |
| 23 | Marocco (bandiera)     | A     | Adel Taarabt         |
| 24 | Italia (bandiera)      | C     | Bryan Cristante      |
| 25 | Italia (bandiera)      | D     | Daniele Bonera       |
| 26 | Argentina (bandiera)   | D     | Matías Silvestre     |
| 28 | Paesi Bassi (bandiera) | C     | Urby Emanuelson      |
| 32 | Italia (bandiera)      | P     | Christian Abbiati    |
| 33 | Colombia (bandiera)    | D     | Jherson Vergara      |
| 34 | Paesi Bassi (bandiera) | C     | Nigel de Jong        |
| 35 | Italia (bandiera)      | P     | Ferdinando Coppola   |
| 37 | Italia (bandiera)      | A     | Andrea Petagna       |
| 45 | Italia (bandiera)      | A     | Mario Balotelli      |
| 59 | Brasile (bandiera)     | P     | Gabriel              |
| 77 | Italia (bandiera)      | D     | Luca Antonini        |
| 78 | Francia (bandiera)     | A     | M'Baye Niang         |
| 81 | Italia (bandiera)      | D     | Cristian Zaccardo    |
| 92 | Italia (bandiera)      | A     | Stephan El Shaarawy  |
| 98 | Italia (bandiera)      | A     | Hachim Mastour       |

## Calciomercato

### Sessione estiva(dall'1/7 al 2/9)
Il Milan si presenta al raduno estivo con 3 nuovi innesti: il difensore colombiano Jherson Vergara, arrivato dal Deportes Quindío per 2 milioni di euro, il centrocampista Andrea Poli, acquistato in compartecipazione dalla Sampdoria per 1,3 milioni € più la metà del cartellino di Bartosz Salamon, e il trequartista Riccardo Saponara, il cui 50% delle prestazioni sportive era già stato acquisito nella sessione invernale del 2013, versando nelle casse dell'Empoli 3,8 milioni di euro. Inoltre, compiono il definitivo salto di categoria i giovani della Primavera Bryan Cristante (centrocampista) e Andrea Petagna (attaccante). Sul fronte cessioni, oltre allo storico capitano Massimo Ambrosini e all'attaccante spagnolo Bojan Krkić, che fa ritorno al Barcellona per poi trasferirsi in prestito all'Ajax, lasciano la società rossonera anche gli svincolati Mario Yepes e Mathieu Flamini.
Il 1º agosto 2013 viene ufficializzato l'ingaggio del difensore Matías Silvestre dall'Inter, in prestito oneroso (0,75 milioni di euro) con diritto di riscatto fissato a 4 milioni, mentre il 19 agosto seguente firma un nuovo contratto con la società rossonera il portiere Ferdinando Coppola, già in rosa nella prima parte della stagione precedente. Il 30 agosto lascia il Milan il centrocampista ghanese Kevin-Prince Boateng, trasferitosi ai tedeschi dello Schalke 04 per 10 milioni €, e viene acquistato l'attaccante della Juventus Alessandro Matri, a fronte di un importo pari a 11 milioni di euro (pagabili in 4 anni). Il giorno dopo va in atto uno scambio di mercato con il Genoa: il centrocampista sloveno Valter Birsa passa al Milan, percorso inverso per il difensore Luca Antonini. Nelle ultime 24 ore di trattative la società rossonera conclude l'operazione che riporta Kaká a Milano, dopo 4 anni di assenza; il fantasista brasiliano arriva a costo zero dal Real Madrid e firma un contratto biennale fino al 30 giugno 2015. Sul fronte cessioni, il giovane Andrea Petagna si trasferisce alla Sampdoria in prestito con diritto di riscatto della compartecipazione.
Il 5 settembre 2013 il centrocampista maliano Bakaye Traoré viene ceduto in prestito ai turchi del Kayseri Erciyesspor, operazione fattibile in quanto in Turchia, al contrario che in Italia, il mercato era ancora aperto.
| Acquisti         | Acquisti            | Acquisti         | Acquisti                                                  |
| R.               | Nome                | da               | Modalità                                                  |
| ---------------- | ------------------- | ---------------- | --------------------------------------------------------- |
| P                | Ferdinando Coppola  |                  | svincolato                                                |
| D                | Matías Silvestre    | Inter            | prestito oneroso (0,75 milioni €) con diritto di riscatto |
| D                | Jherson Vergara     | Deportes Quindío | definitivo (2 milioni €)                                  |
| C                | Valter Birsa        | Genoa            | definitivo (0 €)                                          |
| C                | Urby Emanuelson     | Fulham           | fine prestito                                             |
| C                | Andrea Poli         | Sampdoria        | compartecipazione (3 milioni €)                           |
| C                | Riccardo Saponara   | Empoli           | fine prestito                                             |
| A                | Kaká                | Real Madrid      | definitivo (0 €)                                          |
| A                | Alessandro Matri    | Juventus         | definitivo (11 milioni €)                                 |
| Altre operazioni |                     |                  |                                                           |
| R.               | Nome                | da               | Modalità                                                  |
| P                | Edoardo Pazzagli    | Monza            | fine prestito                                             |
| P                | Filippo Perucchini  | Como             | fine prestito                                             |
| P                | Riccardo Piscitelli | Carrarese        | fine prestito                                             |
| P                | Umberto Previti     | Pavia            | fine prestito                                             |
| D                | Marco Bergamini     | Renate           | fine prestito                                             |
| D                | Kévin Constant      | Genoa            | riscatto compartecipazione (0 €)                          |
| D                | Mattia Desole       | Brown Bears      | fine prestito                                             |
| D                | Rodrigo Ely         | Reggina          | fine prestito                                             |
| D                | Ricardo Ferreira    | Empoli           | fine prestito                                             |
| D                | Luca Ghiringhelli   | Novara           | riscatto compartecipazione                                |
| D                | Taye Taiwo          | Dinamo Kiev      | fine prestito                                             |
| D                | Cristián Zapata     | Villarreal       | riscatto cartellino (6 milioni €)                         |
| C                | Luca Bertoni        | Südtirol         | fine prestito                                             |
| C                | Adrià Carmona       | Real Saragozza   | fine prestito                                             |
| C                | Gianmarco Conti     | Bassano          | fine prestito                                             |
| C                | Cristian Daminuță   | Flacăra Făget    | fine prestito                                             |
| C                | Attila Filkor       | Pro Vercelli     | fine prestito                                             |
| C                | Marco Fossati       | Ascoli           | fine prestito                                             |
| C                | Edmund Hottor       | Virtus Lanciano  | fine prestito                                             |
| C                | Mitja Novinić       | Teramo           | fine prestito                                             |
| C                | Pelé                | Arsenal Kiev     | fine prestito                                             |
| C                | Luca Santonocito    | Renate           | fine prestito                                             |
| C                | Rodney Strasser     | Parma            | fine prestito                                             |
| A                | Giacomo Beretta     | Genoa            | riscatto compartecipazione                                |
| A                | Matteo Chinellato   | Tritium          | fine prestito                                             |
| A                | Gianmario Comi      | Reggina          | fine prestito                                             |
| A                | Marco Gaeta         | Renate           | fine prestito                                             |
| A                | Nnamdi Oduamadi     | Varese           | fine prestito                                             |
| A                | Uroš Palibrk        | Lierse           | fine prestito                                             |
| A                | Gianmarco Zigoni    | Avellino         | fine prestito                                             |

| Cessioni         | Cessioni                | Cessioni          | Cessioni                                                 |
| R.               | Nome                    | a                 | Modalità                                                 |
| ---------------- | ----------------------- | ----------------- | -------------------------------------------------------- |
| D                | Luca Antonini           | Genoa             | definitivo (0 €)                                         |
| D                | Dídac                   | Betis             | prestito                                                 |
| D                | Bartosz Salamon         | Sampdoria         | compartecipazione (1,7 milioni €)                        |
| D                | Mario Yepes             |                   | svincolato                                               |
| C                | Massimo Ambrosini       |                   | svincolato                                               |
| C                | Kevin-Prince Boateng    | Schalke 04        | definitivo (10 milioni €)                                |
| C                | Mathieu Flamini         |                   | svincolato                                               |
| C                | Bakaye Traoré           | K. Erciyesspor    | prestito                                                 |
| A                | Bojan                   | Roma              | fine prestito                                            |
| Altre operazioni |                         |                   |                                                          |
| R.               | Nome                    | a                 | Modalità                                                 |
| P                | Edoardo Pazzagli        | Ascoli            | prestito                                                 |
| P                | Filippo Perucchini      | Lecce             | compartecipazione                                        |
| P                | Riccardo Piscitelli     | Benevento         | compartecipazione                                        |
| D                | Michelangelo Albertazzi | Verona            | compartecipazione (0,5 milioni €)                        |
| D                | Marco Baldan            | Nocerina          | risoluzione compartecipazione                            |
| D                | Marco Bergamini         | Lecco             | definitivo                                               |
| D                | Mattia Desole           | Chiasso           | prestito                                                 |
| D                | Andrea De Vito          | Cittadella        | risoluzione compartecipazione                            |
| D                | Marcus Diniz            | Lecce             | rinnovo prestito con diritto di riscatto                 |
| D                | Rodrigo Ely             | Varese            | prestito                                                 |
| D                | Ricardo Ferreira        |                   | svincolato                                               |
| D                | Luca Ghiringhelli       | Juve Stabia       | definitivo                                               |
| D                | Andrea Peverelli        | Novara            | risoluzione compartecipazione                            |
| D                | Simone Romagnoli        | Pescara           | risoluzione compartecipazione (0 €)                      |
| D                | Taye Taiwo              | Bursaspor         | definitivo (1 milione €)                                 |
| C                | Simone Amelotti         | Pro Sesto         | rinnovo prestito                                         |
| C                | Luca Bertoni            | Carpi             | compartecipazione                                        |
| C                | Adrià Carmona           | Girona            | prestito                                                 |
| C                | Cristian Daminuță       | Viitorul Costanza | prestito                                                 |
| C                | Attila Filkor           | Châteauroux       | prestito con diritto di riscatto                         |
| C                | Marco Fossati           | Bari              | prestito con diritto di riscatto e contro-riscatto       |
| C                | Edmund Hottor           | Nocerina          | prestito                                                 |
| C                | Wilfred Osuji           | Padova            | risoluzione compartecipazione (0 €)                      |
| C                | Pelé                    | Olhanense         | prestito                                                 |
| C                | Luca Santonocito        | Monza             | prestito                                                 |
| C                | Rodney Strasser         | Genoa             | definitivo (0 €)                                         |
| C                | Mattia Valoti           | AlbinoLeffe       | rinnovo prestito                                         |
| A                | Giacomo Beretta         | Lecce             | prestito                                                 |
| A                | Matteo Chinellato       | Sorrento          | prestito                                                 |
| A                | Gianmario Comi          | Novara            | prestito                                                 |
| A                | Marco Gaeta             | Teramo            | prestito                                                 |
| A                | Simone Andrea Ganz      | Lumezzane         | prestito                                                 |
| A                | Nnamdi Oduamadi         | Brescia           | prestito con diritto di riscatto e contro-riscatto       |
| A                | Uroš Palibrk            | Triglav           | definitivo                                               |
| A                | Andrea Petagna          | Sampdoria         | prestito con diritto di riscatto della compartecipazione |
| A                | Gianmarco Zigoni        | Lecce             | prestito                                                 |

### Sessione invernale(dal 3/1 al 31/1)
Il 16 ottobre 2013 il Milan raggiunge un accordo con gli spagnoli del Valencia per l'acquisto in prestito con diritto di riscatto del difensore francese Adil Rami, impiegabile in partite ufficiali a partire dal 3 gennaio 2014, data di apertura della sessione invernale di calciomercato. Alla fine di dicembre del 2013, invece, la società rende noto l'avvenuto deposito del contratto del trequartista giapponese Keisuke Honda, svincolatosi a fine anno dal CSKA Mosca, e l'accordo per la cessione in prestito di M'Baye Niang al Montpellier, anche in questi due casi a decorrere da gennaio 2014.
Il 15 gennaio 2014 la società rossonera cede Alessandro Matri alla Fiorentina e 10 giorni dopo Antonio Nocerino al West Ham, entrambi con la formula del prestito fino al 30 giugno dello stesso anno. Nell'ultima settimana di calciomercato diventano calciatori del Milan il centrocampista ghanese Michael Essien, acquistato a costo zero dal Chelsea, e il trequartista marocchino Adel Taarabt, che arriva in prestito con diritto di riscatto dal Queens Park Rangers.
| Acquisti         | Acquisti           | Acquisti   | Acquisti                                                 |
| R.               | Nome               | da         | Modalità                                                 |
| ---------------- | ------------------ | ---------- | -------------------------------------------------------- |
| D                | Adil Rami          | Valencia   | prestito oneroso (0,4 milioni €) con diritto di riscatto |
| C                | Michael Essien     | Chelsea    | definitivo (0 €)                                         |
| C                | Keisuke Honda      | svincolato |                                                          |
| C                | Adel Taarabt       | QPR        | prestito con diritto di riscatto                         |
| A                | Andrea Petagna     | Sampdoria  | risoluzione prestito                                     |
| Altre operazioni |                    |            |                                                          |
| R.               | Nome               | da         | Modalità                                                 |
| C                | Alessio Innocenti  | Südtirol   | risoluzione prestito                                     |
| A                | Matteo Chinellato  | Sorrento   | risoluzione prestito                                     |
| A                | Gianmario Comi     | Novara     | risoluzione prestito                                     |
| A                | Simone Andrea Ganz | Lumezzane  | risoluzione prestito                                     |
| A                | Ezekiel Henty      | Spezia     | risoluzione prestito                                     |
| A                | Nnamdi Oduamadi    | Brescia    | risoluzione prestito                                     |

| Cessioni         | Cessioni           | Cessioni        | Cessioni                                                 |
| R.               | Nome               | a               | Modalità                                                 |
| ---------------- | ------------------ | --------------- | -------------------------------------------------------- |
| D                | Jherson Vergara    | Parma           | prestito con diritto di riscatto della compartecipazione |
| C                | Antonio Nocerino   | West Ham Utd    | prestito                                                 |
| A                | Alessandro Matri   | Fiorentina      | prestito                                                 |
| A                | M'Baye Niang       | Montpellier     | prestito                                                 |
| Altre operazioni |                    |                 |                                                          |
| R.               | Nome               | a               | Modalità                                                 |
| C                | Alessio Innocenti  | Barletta        | prestito con diritto di riscatto della compartecipazione |
| A                | Matteo Chinellato  | Cosenza         | prestito                                                 |
| A                | Gianmario Comi     | Virtus Lanciano | prestito                                                 |
| A                | Simone Andrea Ganz | Barletta        | prestito                                                 |
| A                | Ezekiel Henty      | Perugia         | prestito                                                 |
| A                | Nnamdi Oduamadi    | Varese          | prestito con diritto di riscatto e contro-riscatto       |

## Risultati

### Serie A

#### Girone di andata
| Arbitro: | Calvarese (Teramo) |

|               |           |          |
| Toni 30’, 53’ | Marcatori | 14’ Poli |

| Arbitro: | Russo (Nola) |

|                                    |           |         |
| Robinho 8’ Mexès 30’ Balotelli 62’ | Marcatori | 32’ Sau |

| Arbitro: | Massa (Imperia) |

|                          |           |                                    |
| D'Ambrosio 47’ Cerci 71’ | Marcatori | 87’ Muntari 90+7’ (rig.) Balotelli |

| Arbitro: | Banti (Livorno) |

|                 |           |                       |
| Balotelli 90+1’ | Marcatori | 6’ Britos 53’ Higuaín |

| Arbitro: | Tagliavento (Terni) |

|                               |           |                                  |
| Laxalt 33’, 52’ Cristaldo 62’ | Marcatori | 12’ Poli 89’ Robinho 90+2’ Abate |

| Arbitro: | Peruzzo (Schio) |

|           |           |  |
| Birsa 46’ | Marcatori |  |

| Arbitro: | Rocchi (Firenze) |

|                                      |           |                 |
| Pirlo 15’ Giovinco 69’ Chiellini 75’ | Marcatori | 1’, 90’ Muntari |

| Arbitro: | Guida (Torre Annunziata) |

|           |           |  |
| Birsa 22’ | Marcatori |  |

| Arbitro: | Valeri (Roma) |

|                                 |           |                         |
| Parolo 11’, 90+4’ Cassano 45+1’ | Marcatori | 61’ Matri 63’ Silvestre |

| Arbitro: | Damato (Barletta) |

|          |           |           |
| Kaká 54’ | Marcatori | 72’ Ciani |

| Arbitro: | Mazzoleni (Bergamo) |

|  |           |                             |
|  | Marcatori | 27’ Vargas 73’ Borja Valero |

| Verona 10 novembre 2013, ore 15:00 CET 12ª giornata | Chievo         | 0 – 0 referto | Milan | Stadio Marcantonio Bentegodi (16 000 spett.)\| Arbitro: \| Orsato (Schio) \| |
| Arbitro:                                            | Orsato (Schio) |               |       |                                                                              |

| Arbitro: | Gervasoni (Mantova) |

|         |           |                     |
| Kaká 4’ | Marcatori | 8’ (rig.) Gilardino |

| Arbitro: | Rizzoli (Bologna) |

|            |           |                                      |
| Castro 13’ | Marcatori | 19’ Montolivo 63’ Balotelli 81’ Kaká |

| Arbitro: | Guida (Torre Annunziata) |

|                            |           |                   |
| Siligardi 26’ Paulinho 58’ | Marcatori | 7’, 83’ Balotelli |

| Arbitro: | Rocchi (Firenze) |

|                        |           |                                 |
| Zapata 29’ Muntari 77’ | Marcatori | 13’ Destro 51’ (rig.) Strootman |

| Arbitro: | Mazzoleni (Bergamo) |

|             |           |  |
| Palacio 86’ | Marcatori |  |

| Arbitro: | Peruzzo (Schio) |

|                             |           |  |
| Kaká 35’, 65’ Cristante 67’ | Marcatori |  |

| Arbitro: | De Marco (Chiavari) |

|                            |           |                                        |
| Berardi 15’, 28’, 41’, 47’ | Marcatori | 9’ Robinho 13’ Balotelli 86’ Montolivo |

#### Girone di ritorno
| Arbitro: | Bergonzi (Genova) |

|                      |           |  |
| Balotelli 82’ (rig.) | Marcatori |  |

| Arbitro: | Doveri (Roma) |

|         |           |                           |
| Sau 28’ | Marcatori | 87’ Balotelli 89’ Pazzini |

| Arbitro: | Damato (Barletta) |

|          |           |              |
| Rami 49’ | Marcatori | 17’ Immobile |

| Arbitro: | Massa (Imperia) |

|                            |           |            |
| Inler 11’ Higuaín 56’, 82’ | Marcatori | 7’ Taarabt |

| Arbitro: | Bergonzi (Genova) |

|               |           |  |
| Balotelli 86’ | Marcatori |  |

| Arbitro: | Doveri (Roma) |

|  |           |                      |
|  | Marcatori | 12’ Taarabt 58’ Rami |

| Arbitro: | Guida (Torre Annunziata) |

|  |           |                        |
|  | Marcatori | 44’ Llorente 68’ Tévez |

| Arbitro: | Russo (Nola) |

|               |           |  |
| Di Natale 67’ | Marcatori |  |

| Arbitro: | Celi (Bari) |

|                               |           |                                                  |
| Rami 56’ Balotelli 76’ (rig.) | Marcatori | 9’ (rig.), 51’ Cassano 78’ Amauri 90+5’ Biabiany |

| Arbitro: | Rocchi (Firenze) |

|              |           |                  |
| González 61’ | Marcatori | 43’ (aut.) Konko |

| Arbitro: | Orsato (Schio) |

|  |           |                         |
|  | Marcatori | 23’ Mexès 64’ Balotelli |

| Arbitro: | Giacomelli (Trieste) |

|                            |           |  |
| Balotelli 4’ Kaká 27’, 54’ | Marcatori |  |

| Arbitro: | Banti (Livorno) |

|                    |           |                       |
| Abbiati 73’ (aut.) | Marcatori | 20’ Taarabt 56’ Honda |

| Arbitro: | De Marco (Chiavari) |

|               |           |  |
| Montolivo 23’ | Marcatori |  |

| Arbitro: | Irrati (Pistoia) |

|                                       |           |  |
| Balotelli 43’ Taarabt 51’ Pazzini 83’ | Marcatori |  |

| Arbitro: | Tagliavento (Terni) |

|                         |           |  |
| Pjanić 43’ Gervinho 65’ | Marcatori |  |

| Arbitro: | Bergonzi (Genova) |

|             |           |  |
| de Jong 65’ | Marcatori |  |

| Arbitro: | Rizzoli (Bologna) |

|                                |           |                    |
| Denis 68’ (rig.) Brienza 90+6’ | Marcatori | 51’ (aut.) Bellini |

| Arbitro: | Valeri (Roma) |

|                        |           |                 |
| Muntari 2’ de Jong 27’ | Marcatori | 90’ (rig.) Zaza |

### Coppa Italia

#### Fase finale
| Arbitro: | Russo (Nola) |

|                                   |           |               |
| Robinho 28’ Pazzini 31’ Honda 47’ | Marcatori | 90+1’ Ferrari |

| Arbitro: | Guida (Torre Annunziata) |

|              |           |                                  |
| Balotelli 6’ | Marcatori | 41’ (rig.) Muriel 77’ Nico López |

### Champions League

#### Spareggi
| Arbitro: | Çakır |

|            |           |                 |
| Matavž 60’ | Marcatori | 15’ El Shaarawy |

| Arbitro: | Clattenburg |

|                               |           |  |
| Boateng 9’, 77’ Balotelli 55’ | Marcatori |  |

#### Fase a gironi
| Arbitro: | Stark |

|                                  |           |  |
| Izaguirre 82’ (aut.) Muntari 86’ | Marcatori |  |

| Arbitro: | Eriksson |

|             |           |                        |
| Denswil 90’ | Marcatori | 90+4’ (rig.) Balotelli |

| Arbitro: | Brych |

|            |           |           |
| Robinho 9’ | Marcatori | 23’ Messi |

| Arbitro: | Mažić |

|                                    |           |                  |
| Messi 30’ (rig.), 83’ Busquets 40’ | Marcatori | 45’ (aut.) Piqué |

| Arbitro: | Çakır |

|  |           |                                   |
|  | Marcatori | 13’ Kaká 49’ Zapata 60’ Balotelli |

| Milano 11 dicembre 2013, ore 20:45 CET 6ª giornata – Gruppo H | Milan | 0 – 0 referto | Ajax | Stadio Giuseppe Meazza (61 744 spett.)\| Arbitro: \| Webb \| |
| Arbitro:                                                      | Webb  |               |      |                                                              |

#### Fase ad eliminazione diretta
| Arbitro: | Proença |

|  |           |                 |
|  | Marcatori | 83’ Diego Costa |

| Arbitro: | Clattenburg |

|                                                    |           |          |
| Diego Costa 3’, 85’ Arda Turan 40’ Raúl García 71’ | Marcatori | 27’ Kaká |

## Statistiche

### Statistiche di squadra
| Competizione     | Punti            | In casa | In casa | In casa | In casa | In casa | In casa | In trasferta | In trasferta | In trasferta | In trasferta | In trasferta | In trasferta | Totale | Totale | Totale | Totale | Totale | Totale | DR  |
| Competizione     | Punti            | G       | V       | N       | P       | Gf      | Gs      | G            | V            | N            | P            | Gf           | Gs           | G      | V      | N      | P      | Gf     | Gs     | DR  |
| ---------------- | ---------------- | ------- | ------- | ------- | ------- | ------- | ------- | ------------ | ------------ | ------------ | ------------ | ------------ | ------------ | ------ | ------ | ------ | ------ | ------ | ------ | --- |
| Serie A          | 57               | 19      | 11      | 4       | 4       | 28      | 17      | 19           | 5            | 5            | 9            | 29           | 32           | 38     | 16     | 9      | 13     | 57     | 49     | +8  |
| Coppa Italia     | quarti di finale | 2       | 1       | 0       | 1       | 4       | 3       | 0            | 0            | 0            | 0            | 0            | 0            | 2      | 1      | 0      | 1      | 4      | 3      | +1  |
| Champions League | ottavi di finale | 5       | 2       | 2       | 1       | 6       | 2       | 5            | 1            | 2            | 2            | 7            | 9            | 10     | 3      | 4      | 3      | 13     | 11     | +2  |
| Totale           | -                | 26      | 14      | 6       | 6       | 38      | 22      | 24           | 6            | 7            | 11           | 36           | 41           | 50     | 20     | 13     | 17     | 74     | 63     | +11 |

### Andamento in campionato
| Giornata  | 1  | 2 | 3 | 4  | 5  | 6 | 7  | 8 | 9  | 10 | 11 | 12 | 13 | 14 | 15 | 16 | 17 | 18 | 19 | 20 | 21 | 22 | 23 | 24 | 25 | 26 | 27 | 28 | 29 | 30 | 31 | 32 | 33 | 34 | 35 | 36 | 37 | 38 |
| --------- | -- | - | - | -- | -- | - | -- | - | -- | -- | -- | -- | -- | -- | -- | -- | -- | -- | -- | -- | -- | -- | -- | -- | -- | -- | -- | -- | -- | -- | -- | -- | -- | -- | -- | -- | -- | -- |
| Luogo     | T  | C | T | C  | T  | C | T  | C | T  | C  | C  | T  | C  | T  | T  | C  | T  | C  | T  | C  | T  | C  | T  | C  | T  | C  | T  | C  | T  | T  | C  | T  | C  | C  | T  | C  | T  | C  |
| Risultato | P  | V | N | P  | N  | V | P  | V | P  | N  | P  | N  | N  | V  | N  | N  | P  | V  | P  | V  | V  | N  | P  | V  | V  | P  | P  | P  | N  | V  | V  | V  | V  | V  | P  | V  | P  | V  |
| Posizione | 14 | 7 | 9 | 11 | 12 | 9 | 12 | 8 | 10 | 10 | 11 | 10 | 13 | 8  | 9  | 10 | 13 | 11 | 11 | 11 | 9  | 10 | 11 | 9  | 9  | 10 | 10 | 11 | 12 | 12 | 11 | 11 | 8  | 7  | 10 | 8  | 8  | 8  |

Fonte:  Serie A – Classifiche, su sport.sky.it, Sky Sport. URL consultato il 18 agosto 2015 (archiviato dall'url originale il 18 agosto 2014).
Legenda:

Luogo: C = Casa; T = Trasferta. Risultato: V = Vittoria; N = Pareggio; P = Sconfitta.

### Statistiche dei giocatori
Sono in corsivo i calciatori che hanno lasciato la società a stagione in corso.
| Giocatore      | Serie A  | Serie A | Serie A     | Serie A    | Coppa Italia | Coppa Italia | Coppa Italia | Coppa Italia | Champions League | Champions League | Champions League | Champions League | Totale   | Totale | Totale      | Totale     |
| Giocatore      | Presenze | Reti    | Ammonizioni | Espulsioni | Presenze     | Reti         | Ammonizioni  | Espulsioni   | Presenze         | Reti             | Ammonizioni      | Espulsioni       | Presenze | Reti   | Ammonizioni | Espulsioni |
| -------------- | -------- | ------- | ----------- | ---------- | ------------ | ------------ | ------------ | ------------ | ---------------- | ---------------- | ---------------- | ---------------- | -------- | ------ | ----------- | ---------- |
| I. Abate       | 19       | 1       | 1           | 0          | 1            | 0            | 0            | 0            | 8                | 0                | 2                | 0                | 28       | 1      | 3           | 0          |
| C. Abbiati     | 28       | -31     | 4           | 1          | 2            | -3           | 0            | 0            | 9                | -10              | 0                | 0                | 39       | -44    | 4           | 1          |
| M. Amelia      | 5        | -8      | 0           | 0          | 0            | -0           | 0            | 0            | 1                | -1               | 0                | 0                | 6        | -9     | 0           | 0          |
| L. Antonini    | 0        | 0       | 0           | 0          | -            | -            | -            | -            | 0                | 0                | 0                | 0                | 0        | 0      | 0           | 0          |
| M. Balotelli   | 30       | 14      | 9           | 1          | 1            | 1            | 0            | 0            | 10               | 3                | 5                | 0                | 41       | 18     | 14          | 1          |
| V. Birsa       | 15       | 2       | 0           | 0          | 2            | 0            | 1            | 0            | 4                | 0                | 0                | 0                | 21       | 2      | 1           | 0          |
| K. Boateng     | 0        | 0       | 0           | 0          | -            | -            | -            | -            | 2                | 2                | 1                | 0                | 2        | 2      | 1           | 0          |
| D. Bonera      | 16       | 0       | 6           | 0          | 0            | 0            | 0            | 0            | 4                | 0                | 2                | 0                | 20       | 0      | 8           | 0          |
| K. Constant    | 20       | 0       | 4           | 0          | 0            | 0            | 0            | 0            | 6                | 0                | 1                | 0                | 26       | 0      | 5           | 0          |
| F. Coppola     | 0        | -0      | 0           | 0          | 0            | -0           | 0            | 0            | 0                | -0               | 0                | 0                | 0        | -0     | 0           | 0          |
| B. Cristante   | 3        | 1       | 0           | 0          | 1            | 0            | 0            | 0            | 0                | 0                | 0                | 0                | 4        | 1      | 0           | 0          |
| N. de Jong     | 33       | 2       | 9           | 0          | 1            | 0            | 0            | 0            | 10               | 0                | 2                | 0                | 44       | 2      | 11          | 0          |
| M. De Sciglio  | 16       | 0       | 4           | 1          | 2            | 0            | 1            | 0            | 3                | 0                | 1                | 0                | 21       | 0      | 6           | 1          |
| S. El Shaarawy | 6        | 0       | 1           | 0          | 0            | 0            | 0            | 0            | 3                | 1                | 0                | 0                | 9        | 1      | 1           | 0          |
| U. Emanuelson  | 24       | 0       | 1           | 0          | 1            | 0            | 1            | 0            | 8                | 0                | 0                | 0                | 33       | 0      | 2           | 0          |
| M. Essien      | 7        | 0       | 1           | 0          | -            | -            | -            | -            | 2                | 0                | 0                | 0                | 9        | 0      | 1           | 0          |
| Gabriel        | 7        | -10     | 1           | 0          | 0            | -0           | 0            | 0            | 0                | -0               | 0                | 0                | 7        | -10    | 1           | 0          |
| K. Honda       | 14       | 1       | 2           | 0          | 2            | 1            | 2            | 0            | -                | -                | -                | -                | 16       | 2      | 4           | 0          |
| Kaká           | 30       | 7       | 2           | 0          | 1            | 0            | 0            | 0            | 6                | 2                | 0                | 0                | 37       | 9      | 2           | 0          |
| H. Mastour     | 0        | 0       | 0           | 0          | 0            | 0            | 0            | 0            | -                | -                | -                | -                | 0        | 0      | 0           | 0          |
| A. Matri       | 15       | 1       | 1           | 0          | -            | -            | -            | -            | 3                | 0                | 0                | 0                | 18       | 1      | 1           | 0          |
| P. Mexès       | 22       | 2       | 7           | 2          | 2            | 0            | 2            | 0            | 7                | 0                | 0                | 0                | 31       | 2      | 9           | 2          |
| R. Montolivo   | 29       | 3       | 5           | 1          | 1            | 0            | 0            | 0            | 7                | 0                | 2                | 1                | 37       | 3      | 7           | 2          |
| S. Muntari     | 26       | 5       | 6           | 1          | 0            | 0            | 0            | 0            | 8                | 1                | 4                | 0                | 34       | 6      | 10          | 1          |
| M. Niang       | 8        | 0       | 1           | 0          | -            | -            | -            | -            | 1                | 0                | 0                | 0                | 9        | 0      | 1           | 0          |
| A. Nocerino    | 11       | 0       | 0           | 0          | 2            | 0            | 0            | 0            | 3                | 0                | 0                | 0                | 16       | 0      | 0           | 0          |
| G. Pazzini     | 18       | 2       | 1           | 0          | 1            | 1            | 0            | 0            | 2                | 0                | 0                | 0                | 21       | 3      | 1           | 0          |
| A. Petagna     | 3        | 0       | 0           | 0          | 1            | 0            | 0            | 0            | 0                | 0                | 0                | 0                | 4        | 0      | 0           | 0          |
| A. Poli        | 26       | 2       | 4           | 0          | 1            | 0            | 0            | 0            | 10               | 0                | 1                | 0                | 37       | 2      | 5           | 0          |
| A. Rami        | 18       | 3       | 3           | 0          | 2            | 0            | 0            | 0            | 2                | 0                | 2                | 0                | 22       | 3      | 5           | 0          |
| Robinho        | 23       | 3       | 1           | 0          | 2            | 1            | 0            | 0            | 7                | 1                | 1                | 0                | 32       | 5      | 2           | 0          |
| R. Saponara    | 7        | 0       | 0           | 0          | 0            | 0            | 0            | 0            | -                | -                | -                | -                | 7        | 0      | 0           | 0          |
| M. Silvestre   | 4        | 1       | 2           | 0          | 0            | 0            | 0            | 0            | 0                | 0                | 0                | 0                | 4        | 1      | 2           | 0          |
| A. Taarabt     | 14       | 4       | 3           | 0          | -            | -            | -            | -            | 2                | 0                | 0                | 0                | 16       | 4      | 3           | 0          |
| B. Traoré      | 0        | 0       | 0           | 0          | -            | -            | -            | -            | 0                | 0                | 0                | 0                | 0        | 0      | 0           | 0          |
| J. Vergara     | 0        | 0       | 0           | 0          | 0            | 0            | 0            | 0            | -                | -                | -                | -                | 0        | 0      | 0           | 0          |
| C. Zaccardo    | 11       | 0       | 1           | 0          | 1            | 0            | 0            | 0            | 1                | 0                | 0                | 0                | 13       | 0      | 1           | 0          |
| C. Zapata      | 20       | 1       | 4           | 0          | 1            | 0            | 0            | 0            | 8                | 1                | 0                | 0                | 29       | 2      | 4           | 0          |

## Giovanili

### Organigramma
Dal sito internet ufficiale della società.
- Responsabile tecnico: Filippo Galli
- Responsabile coordinamento operativo: Antonella Costa
- Coordinatore dell'area metodologica: Aldo Dolcetti; collaboratori: Stefano Baldini, Angelo Carbone,[179] José Riga, Michel Bruyninckx[180]

Area organizzativa, tecnica e sanitaria – Primavera
- Dirigenti accompagnatori: Massimo Caboni, Giorgio Gaglio, Andrea Brambilla, Giovanni Ratti
- Tutor: Andrea Pecciarini
- Allenatore: Filippo Inzaghi
- Allenatore in seconda: Fulvio Fiorin
- Collaboratori tecnici: Stefano Nava, Nicola Matteucci
- Preparatore dei portieri: Beniamino Abate
- Medici: Alberto Calicchio, Marco Ferrario, Marco Freschi
- Preparatore atletico: Team Milan Lab Milanello
- Fisioterapisti: Daniele Falsanisi, Andrea Marotta

Area organizzativa, tecnica e sanitaria – Allievi Nazionali
- Dirigenti accompagnatori: Dario Cominelli, Fiorenzio Fagioli
- Tutor: Marta Corbetta
- Allenatore: Omar Danesi
- Allenatore in seconda: Emanuele Pischetola
- Preparatore dei portieri: Luigi Ragno
- Medico: Cristiano Fusi
- Preparatore atletico: Piero Congedo
- Fisioterapista: Roberto Boerci

Area organizzativa, tecnica e sanitaria – Allievi I e II Divisione
- Dirigenti accompagnatori: Giuseppe Viganò, Vincenzo Romito
- Tutor: Silvia Pasolini
- Allenatore: Cristian Brocchi
- Allenatore in seconda: Alessandro Lazzarini
- Preparatore dei portieri: Davide Pinato
- Medico: Marco Ferrario
- Preparatore atletico: Andrea Caronti
- Fisioterapista: Roberto Guzzo

Area organizzativa, tecnica e sanitaria – Giovanissimi Nazionali
- Dirigenti accompagnatori: Cesare La Penna, Sergio Aspesi
- Tutor: Antonello Bolis
- Allenatore: Roberto Bertuzzo
- Allenatore in seconda: Marco Merlo
- Preparatore dei portieri: Davide Pinato
- Medico: Vincenzo Matteo De Nigris
- Preparatore atletico: Domenico Gualtieri
- Fisioterapista: Paolo Cerati

Area organizzativa, tecnica e sanitaria – Giovanissimi Regionali A
- Dirigenti accompagnatori: Giuseppe Liso, Flavio Lombardi
- Tutor: Antonello Bolis
- Allenatore: Riccardo Monguzzi
- Allenatore in seconda: Lodovico Costacurta
- Preparatore dei portieri: Luigi Romano
- Preparatore atletico: Dino Tenderini
- Fisioterapista: Massimo Marchesini

Area organizzativa, tecnica e sanitaria – Giovanissimi Regionali B
- Dirigenti accompagnatori: Savino Toto, Salvatore Oliverio, Francesco Naso
- Tutor: Fabio Grassi
- Allenatore: Walter De Vecchi
- Allenatore in seconda: Riccardo Galbiati
- Preparatore dei portieri: Francesco Navazzotti
- Medici: Alberto Calicchio, Marco Ferrario, Giovanni Ravasio
- Preparatore atletico: Maurizio Buriani
- Fisioterapista: Roberto Boerci

Area organizzativa, tecnica e sanitaria – Esordienti 2002
- Dirigenti accompagnatori: Salvatore Baracca, Giancarlo Casagrande
- Tutor: Fabio Grassi
- Allenatore: Luca Morin
- Allenatore in seconda: Giuseppe Misso
- Preparatore dei portieri: Francesco Navazzotti
- Medici: Alberto Calicchio, Marco Ferrario
- Preparatore atletico: Pietro Lietti
- Fisioterapista: Davide Cornalba

Area organizzativa, tecnica e sanitaria – Esordienti 2003
- Dirigenti accompagnatori: Alessio Vavassori, Franco Gravina
- Tutor: Fabio Grassi
- Allenatore: Alessandro Lupi
- Allenatore in seconda: Marino Frigerio
- Preparatore dei portieri: Luigi Ragno
- Medici: Alberto Calicchio, Marco Ferrario
- Preparatore atletico: Andrea Caronti
- Fisioterapista: Massimiliano Nazzani

Area organizzativa, tecnica e sanitaria – Pulcini 2004
- Dirigente accompagnatore: Daniele Rocca
- Tutor: Fabio Grassi
- Allenatore: Marino Magrin
- Allenatore in seconda: Simone Baldo
- Preparatore dei portieri: Luigi Ragno
- Medici: Alberto Calicchio, Marco Ferrario
- Preparatore atletico: Piero Congedo
- Fisioterapista: Andrea Giannini

Area organizzativa, tecnica e sanitaria – Pulcini 2005
- Dirigenti accompagnatori: Giorgio Morandi, Mario Canzi
- Tutor: Fabio Grassi
- Allenatore: Andrea Biffi
- Allenatore in seconda: Massimiliano Sorgato
- Preparatore dei portieri: Luigi Ragno
- Medici: Alberto Calicchio, Marco Ferrario
- Preparatore atletico: Erminio Licini
- Fisioterapista: Nicole Mantovanelli

### Piazzamenti
- Primavera:
  - Campionato: quarti di finale play-off di accesso alla fase finale[191]
  - Coppa Italia: quarti di finale[192]
  - UEFA Youth League: ottavi di finale[193]
  - Torneo di Viareggio: vincitore[194]
- Allievi Nazionali:
  - Campionato: finale[195]
  - Trofeo di Arco "Beppe Viola": semifinale[196]
- Allievi I e II Divisione:
  - Campionato (senza diritto di partecipare alla fase finale per l'assegnazione del titolo[197]): 1º classificato nel girone B[198]
  - Manchester United Premier Cup: 2º classificato[198]
  - Al Kass International Cup: 3º classificato[198]
  - Torneo Champions de Fútbol Sub-16 - Memorial Luis Aragonés: 2º classificato[198]
  - Trofeo città di San Bonifacio: vincitore[199]
- Giovanissimi Nazionali:
  - Campionato: semifinale[200]
- Giovanissimi Regionali A:
  - Campionato: 3º classificato
- Giovanissimi Regionali B:
  - Campionato: 2º classificato